# Abd-al-Mussàwir (nom)
Abd-al-Mussàwwir és un nom masculí teòfor àrab islàmic (àrab: عبد المصور, ʿAbd al-Muṣawwir) que literalment significa ‘Servidor de l'Artífex’, essent «l'Artífex» un dels epítets de Déu. Si bé Abd-al-Mussàwwir és la transcripció normativa en català del nom en àrab clàssic, també se'l pot trobar transcrit Abdul Musawir, ‘Abdul Mosawir... normalment per influència de la pronunciació dialectal o seguint altres criteris de transliteració. Com a teòfor, també el duen molts musulmans no arabòfons que l'han adaptat a les característiques fòniques i gràfiques de la seva llengua.